# اسیدهای بدون اکسیژن
اسیدهای بدون اکسیژن جزئ ترکیبات دوتایی به حساب می ایند و از یک نافلز و هیدروژن تشکیل می‌شوند.

## نوع نامگذاری
برای نامگذاری اسیدهای بدون اکسیژن ابتدا کلمه اسید سپس لفظ ((هیدر))بعد نام نافلز و در انتهاپسوند ((ایک))را میاوند.(در نامگذاری جدید کلمه اسید در اخر آورده می‌شود)
- مثال:نام قدیمی اسیدکلریدریک -اسید هیدروکلریک٫(هیدروکریک اسید) HCI
- مثال:نام قدیمی اسید برمیدریک-اسیدهیدروبرمیک (هیدروبرمیک اسید)HBr
- مثال:نام قدیمی یدیدریک-اسید هیدرویدیک (هیدرو یدیک اسید)HI
- مثال:نام قدیمی اسید فلوئوریک-اسید هیدروفلوئوریک (هیدروفلوئوریک اسید)HF[۱]